# Iuri Jirkov
Iuri Valentinovici Jirkov (n. 20 august 1983, Tambov) este un fotbalist rus care a jucat pentru Zenit St Petersburg și pentru echipa națională de fotbal a Rusiei.

## Palmares
CSKA
- Cupa UEFA: 2005
- Prima Ligă Rusă: 2005, 2006
- Cupa Rusiei: 2005, 2006, 2008, 2009
- Supercupa Rusiei:  2004, 2006, 2007, 2009

 Chelsea
- Premier League: 2009–10
- FA Cup: 2010